# Бурі – Бахр-Ессалам
Бурі – Бахр-Ессалам – проектна офшорна трубопровідна система, що має забезпечити утилізацію супутнього газу лівійського офшорного нафтового родовища Бурі.
В 2005 році у Середземному морі почалась розробка газового родовища Бахр-Ессалам, встановлена на якому платформа «Сабрата» була сполучена газопроводом з Меллітою. Неподалік від Бахр-Ессалам за допомогою платформ DP3 та DP4 велась розробка нафтового родовища Бурі, що стало до ладу ще наприкінці 1980-х та з тих пір спалювало не використаний на технологічні потреби супутній газ. Як наслідок, виник проект монетизації цього ресурсу, що отримав назву Bouri Gas Utilisation Project (BGUP).
У відповідності до BGUP належало прокласти два відтинки трубопроводів:
- газопровід довжиною 8,5 км та діаметром 350 мм від DP3 до DP4;
- газопровід та конденсатопровід завдовжки по 20 км та діаметром 250 мм та 100 мм відповідно від DP4 до «Сабрати».
При цьому на DP4 потрібно було змонтувати модуль для осушки, вилучення конденсату та компремування газу, а на «Сабраті» два додаткові процесингові модулі загальною вагою 5000 тонн.
Проект започаткували в 2007-му,  але у 2011 році на тлі початку громадянської війни зупинили (при цьому в статистичному збірнику ОПЕК за 2012 рік у розділі присвяченому газопроводам Лівії вже рахували трубопровід довжиною 20 км та діаметром 250 мм від Бурі до Бахр-Ессалам).
Наприкінці 2010-х проект знову привернув увагу. В 2023-му уклали угоду з італійською компанією Saipem, належний які плавучий кран великої вантажопідйомності/трубоукладальне судно «Saipem 7000» повинен був щонайменше змонтувати ззаначені вище додаткові модулі на «Сабраті». Станом на 2024 рік анонсувалось, що завершення проекту заплановане на 2026 рік.